# Timothy Morrison
Timothy Morrison est un trompettiste américain.

## Biographie
Il a servi en tant que trompettiste principal de l’orchestre symphonique de Boston entre 1987 et 1997.
Depuis, il a joué sur de nombreuses partitions de John Williams, remarquablement en tant que trompettiste sur les bandes originales de Il faut sauver le soldat Ryan, JFK, Amistad, ainsi que sur Summon the Heroes, thème des Jeux olympiques d'été de 1996, morceau que le compositeur lui a dédié.
Il a sorti en 2008 un album de jazz, After Hours.